# Fakespeech
Een fakespeech is een voordracht voor een publiek door een acteur, spreker of cabaretier. Het doel van een fakespeech is om het publiek te vermaken door de illusie te creëren dat de spreker deskundig is op het aangegeven vakgebied. De structuur van een fakespeech is meestal:
1. Introductie waarin de illusie van deskundigheid wordt gecreëerd.
2. Gedeelte waarin de eerste signalen worden gegeven dat het geen echte speech is. De spreker maakt foutjes of spreekt in overdreven complexe zinnen, er gaat iets mis in de presentatie of hij maakt een grappige opmerking
3. Gedeelte waarin het voor alle luisteraars duidelijk wordt dat het geen echte speech is. De spreker heeft interactie met de zaal, er wordt veelvuldig gelachen.
4. Afsluiting met een apotheose. Dat kan een gezamenlijke handeling zijn (dans of beweging zoals jongleren), muziek maken, een goochelact of samenzang.

Een fakespeech wordt meestal gebruikt om een evenement zoals een congres of seminar op ludieke wijze af te sluiten. Door een fakespeech wordt de sfeer in het publiek luchtiger, men is meer ontspannen. Hierdoor komt het gesprek na afloop - bij de borrel - makkelijker op gang.